# Baizieux
Baizieux és un municipi francès situat al departament del Somme i a la regió dels Alts de França. L'any 2007 tenia 227 habitants.

## Demografia

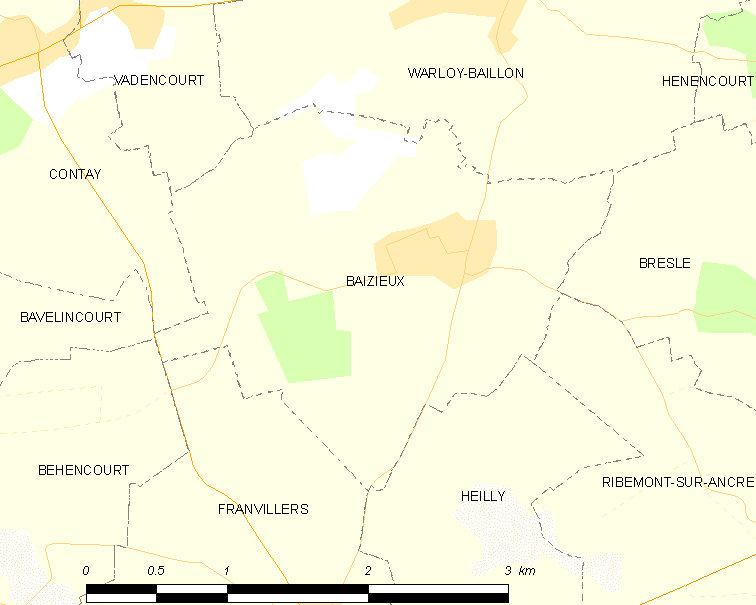
mapa del municipi

### Població
El 2007 la població de fet de Baizieux era de 227 persones. Hi havia 72 famílies de les quals 8 eren unipersonals (4 homes vivint sols i 4 dones vivint soles), 16 parelles sense fills, 36 parelles amb fills i 12 famílies monoparentals amb fills.
La població ha evolucionat segons el següent gràfic:
Habitants censats

### Habitatges
El 2007 hi havia 80 habitatges, 74 eren l'habitatge principal de la família, 2 eren segones residències i 4 estaven desocupats. Tots els 80 habitatges eren cases. Dels 74 habitatges principals, 64 estaven ocupats pels seus propietaris, 7 estaven llogats i ocupats pels llogaters i 3 estaven cedits a títol gratuït; 1 tenia dues cambres, 15 en tenien tres, 16 en tenien quatre i 42 en tenien cinc o més. 58 habitatges disposaven pel capbaix d'una plaça de pàrquing. A 24 habitatges hi havia un automòbil i a 44 n'hi havia dos o més.

### Piràmide de població

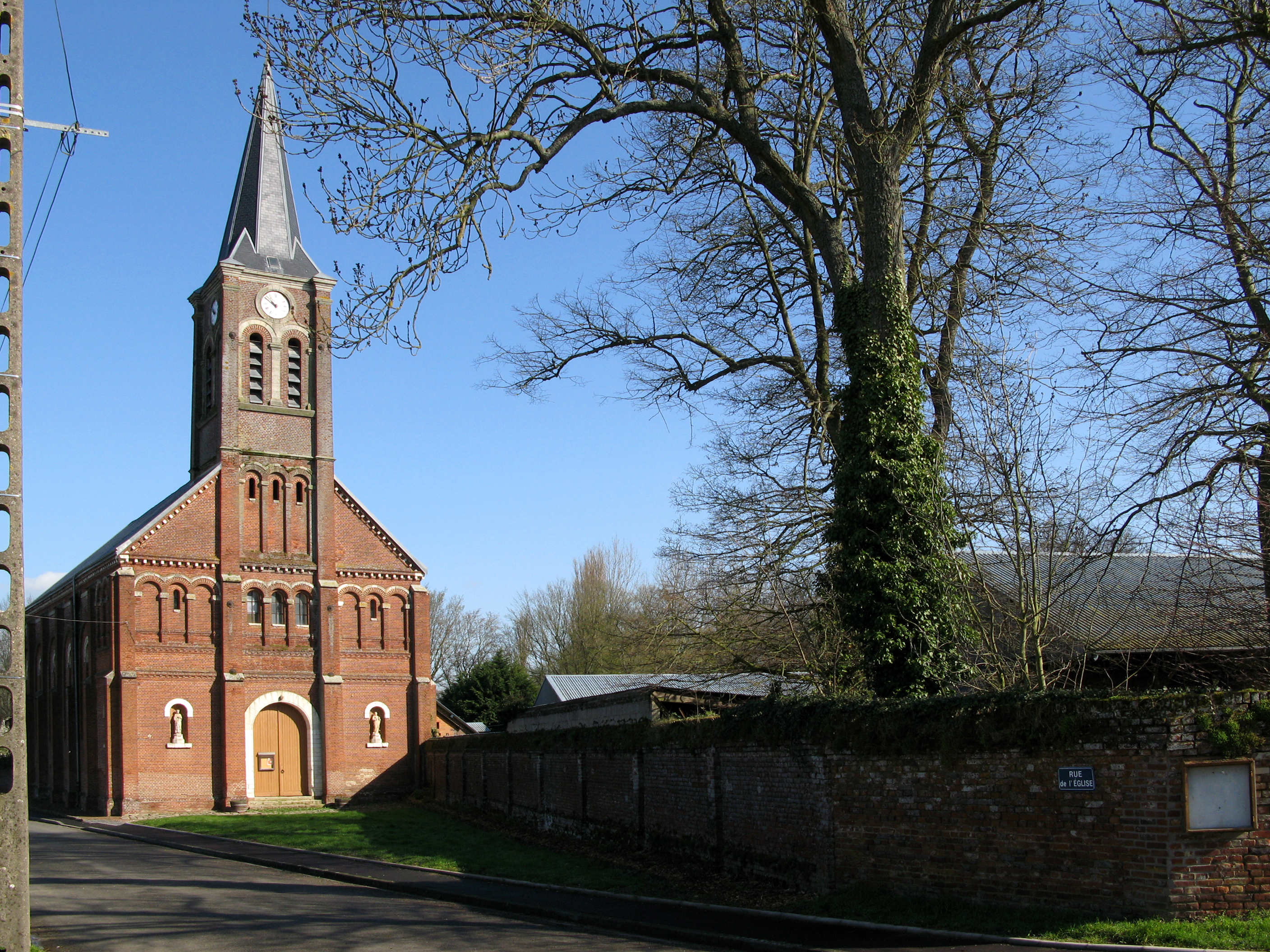
església

La piràmide de població per edats i sexe el 2009 era:
| Homes | Edats   | Dones |
| ----- | ------- | ----- |
| 0     | 95 o +  | 0     |
| 0     | 90 a 94 | 0     |
| 0     | 85 a 89 | 0     |
| 4     | 80 a 84 | 4     |
| 0     | 75 a 79 | 8     |
| 0     | 70 a 74 | 0     |
| 4     | 65 a 69 | 0     |
| 8     | 60 a 64 | 0     |
| 4     | 55 a 59 | 12    |
| 4     | 50 a 54 | 4     |
| 8     | 45 a 49 | 8     |
| 4     | 40 a 44 | 8     |
| 8     | 35 a 39 | 16    |
| 20    | 30 a 34 | 8     |
| 0     | 25 a 29 | 0     |
| 4     | 20 a 24 | 8     |
| 12    | 15 a 19 | 16    |
| 0     | 10 a 14 | 20    |
| 24    | 5 a 9   | 4     |
| 4     | 0 a 4   | 4     |

## Economia

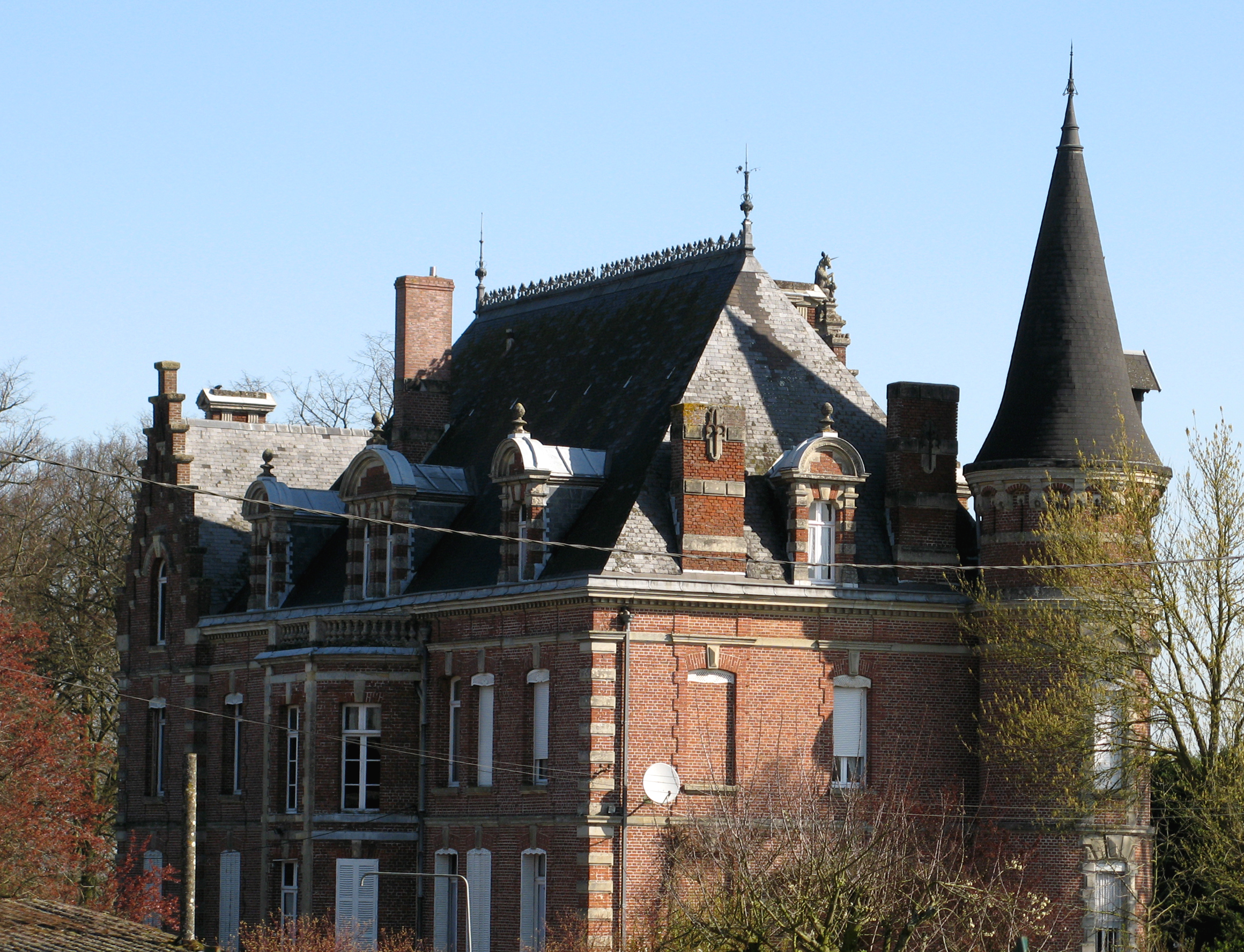
castell

El 2007 la població en edat de treballar era de 151 persones, 115 eren actives i 36 eren inactives. De les 115 persones actives 101 estaven ocupades (56 homes i 45 dones) i 14 estaven aturades (6 homes i 8 dones). De les 36 persones inactives 5 estaven jubilades, 23 estaven estudiant i 8 estaven classificades com a «altres inactius».

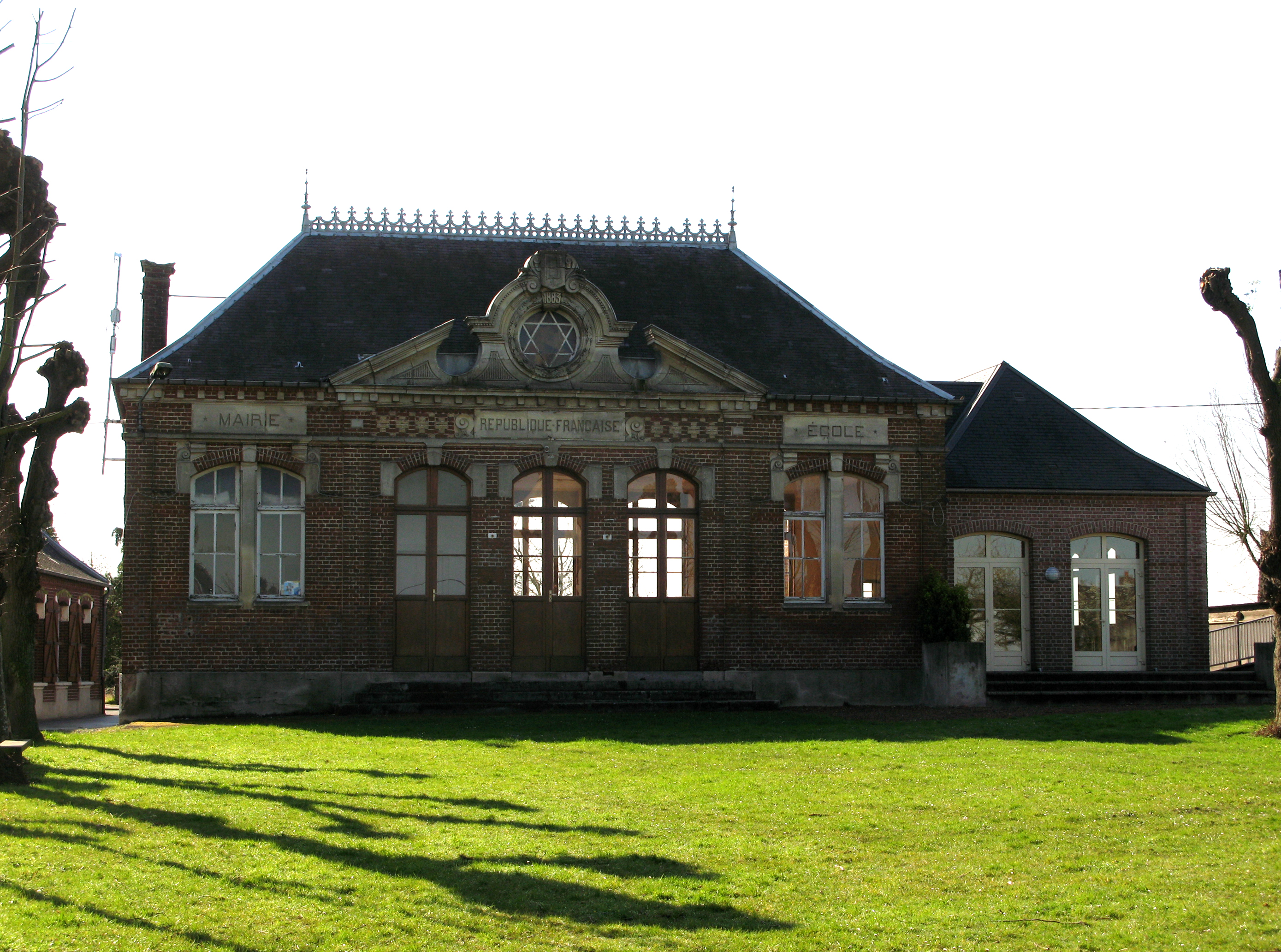
ajuntament

### Ingressos
El 2009 a Baizieux hi havia 74 unitats fiscals que integraven 210 persones, la mediana anual d'ingressos fiscals per persona era de 19.042 €.

### Activitats econòmiques
Els 2 establiments que hi havia el 2007 eren d'empreses de construcció.
Dels 2 establiments de servei als particulars que hi havia el 2009, 1 era un paleta i 1 guixaire pintor.

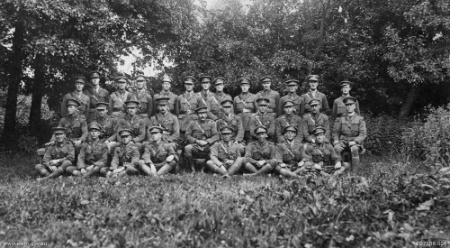
batalló de la Primera Guerra Mundial

L'any 2000 a Baizieux hi havia 13 explotacions agrícoles que ocupaven un total de 752 hectàrees.

## Poblacions més properes
El següent diagrama mostra les poblacions més properes.